# بندیکت سالر
بندیکت سالر (انگلیسی: Benedikt Saller؛ زادهٔ ۲۲ سپتامبر ۱۹۹۲) بازیکن فوتبال اهل آلمان است.
از باشگاه‌هایی که در آن بازی کرده‌است می‌توان به باشگاه فوتبال ماینتس ۰۵ اشاره کرد.